# Russkoje Radio
Russkoje Radio (ros. Русское радио) – rosyjska całodobowa stacja radiowa. Sygnał jest dostępny w krajach WNP oraz w kilku państwach Europy Środkowej. „Russkoje Radio” rozpoczęło nadawanie w Moskwie 2 sierpnia 1995 roku. 